# André Pernet
 (juin 2011).
Si vous disposez d'ouvrages ou d'articles de référence ou si vous connaissez des sites web de qualité traitant du thème abordé ici, merci de compléter l'article en donnant les références utiles à sa vérifiabilité et en les liant à la section « Notes et références ».
Pour les articles homonymes, voir Pernet.
André Pernet, né le 6 janvier 1894 à Rambervillers (Vosges), localité dont une rue porte son nom, et mort le 17 juin 1966 dans le 14e arrondissement de Paris, est un chanteur français, baryton-basse.

## Biographie
Il étudia à Paris avec André Gresse et débuta à Nice en 1921. Ce n'est qu'après avoir chanté pendant huit ans sur les grandes scènes de province qu'il décide de se produire à Paris. Il fit ses débuts au Palais Garnier le 7 juillet 1928. Son interprétation du rôle de Méphistophélès dans Faust de Gounod fut un succès qui ne se démentit point durant vingt-cinq ans. Il débuta à l'Opéra-Comique le 10 janvier 1931 dans le rôle de Don Quichotte de Massenet. Il incarna également Basile, le comte Almaviva, Colline, les quatre basses des Contes d'Hoffmann, Scarpia, Ramfis d'Aida, Shylock du Marchand de Venise de Reynaldo Hahn, Narr-Havas dans la Salammbô d'Ernest Reyer,  Nilakantha dans Lakmé de Léo Delibes, le roi Marke, Gurnemanz. Il crée le rôle d'Œdipe de Georges Enesco que Chaliapine avait refusé, il crée Persée et Andromède de Jacques Ibert, il crée le rôle de Metternich dans L'Aiglon d'Ibert et Honegger en 1937 à Monte-Carlo, il incarne Boris Godounov et surtout ce Père de Louise que le cinéma immortalisa dans le film d'Abel Gance.
C'est à Paris qu'il fait la connaissance d'Émilienne Vial, cantatrice à l'Opéra, avec qui il a en 1939 une fille, non reconnue, prénommée Andrée.

## Citations
- « André Pernet interprétant Wotan - André Pernet imposant, émouvant de douloureuse tendresse, véritable âme qui chante. » La Revue argentine, 1938.
- « La plus pathétique audition reste celle d'André Pernet restituant pour nous les grands moments de Boris et les cycles de Moussorgsky, chez notre professeur, avenue Lowendal (terrifiante évocation du Chef d'armée dans les Chants et Danses de la Mort). » Norbert Dufourcq (1904-1990).
- « Sans un geste de trop, sans un accent qui ne soit vrai, M. André Pernet trace l'image et chante de sa voix émouvante les paroles du Christ sur un ton de conviction profonde dont il doit le secret à la méditation ; admirable composition. » Revue des Deux Mondes, 1937
- 1932[Qui ?]. « Création de l'Opéra sur l'empereur du Mexique Maximilien de Darius Milhaud : C'est M. André Pernet qui tient le rôle, très chargé, de Maximilien. Il est acteur excellent et chanteur merveilleux, plein d'aisance dans cette partition difficile, et son style est d'une profonde distinction. M. André Pernet supporte vaillamment le rôle écrasant de Maximilien. Son admirable voix, si bien timbrée, sa diction parfaite, arrive à percer la masse compacte des instruments. M. André Pernet, à qui incombait la lourde tâche d'incarner Maximilien, s'est tiré tout à son honneur de la périlleuse entreprise. D'un bout à l'autre de la soirée, il ne quitte point la noire redingote impériale étoilée d'une plaque de grand-officier. »
- 1934[Qui ?] : « M. André Pernet compose son personnage de l'Etranger avec noblesse et naturel ; son chant est admirablement posé et son articulation ne laisse pas perdre une parole. Re-création de l'Etranger de Vincent d'Indy à l'Opéra de Paris avec Germaine Lubin et sous la direction de Philippe Gaubert. »

## Quelques extraits d'interprétation
- "Je suis le chevalier errant," Don Quichotte : https://www.youtube.com/watch?v=Piw9NFvsOxk
- "Scintille, diamant" Hoffmann : https://www.youtube.com/watch?v=yJYwyJSDUl8
- "air de la calomnie" Barbier de Séville : https://www.youtube.com/watch?v=WhTtM9V-5yg
- " Conjuration: des troubles renaissants" Les Huguenots : https://www.youtube.com/watch?v=LvY4vEFcxCc